# Communistische Partij Holland-Centraal Comité
De Communistische Partij Holland-Centraal Comité (CPH-CC), ook bekend als de CPH-Wijnkoop, was een communistische partij die in 1926 werd opgericht als een afsplitsing van de Communistische Partij Holland (CPH). De partij haalde bij de verkiezingen in 1929 één zetel in de Tweede Kamer.

## Voorgeschiedenis
De CPH werd vanaf haar afsplitsing van de Sociaal Democratische Arbeiderspartij (SDAP) in 1909 geleid door het driemanschap van David Wijnkoop, Willem van Ravesteyn en Jan Ceton. Deze leiding stond bekend als theoretisch orthodox-marxistisch, maar opportunistisch in middelen en tactieken. Zo werd regelmatig de samenwerking gezocht met andere partijen op de radicaal-linkse flank, zoals de Bond van Christen-Socialisten (BCS), waar de partij in 1918 een stembusakkoord mee sloot, en de anarcho-syndicalisten van het Nationaal Arbeids-Secretariaat (NAS).
Onder de leiding van het driemanschap koos de CPH voor een onafhankelijke internationale koers ten opzichte van de Russische Bolsjewisten. In tegenstelling tot de analyse van Lenin, die stelde dat de beide strijdende partijen in de Eerste Wereldoorlog imperialistisch waren, pleitte Wijnkoop voor de overwinning van de Geallieerden. De CPH keerde zich ook tegen de Vrede van Brest-Litovsk en was pessimistisch over de vooruitzichten van een proletarische revolutie in Duitsland. Ondanks deze meningsverschillen werd de CPH in 1919 lid van de Komintern.
Intern groeide de kritiek op het driemanschap. Deze kritiek richtte zich vooral op de keuze van de partijleiding om zich met betrekking tot de vakbondspolitiek de inzet primair te richten op het sociaaldemocratische Nederlands Verbond van Vakverenigingen (NVV). Dit was onderdeel van het eenheidsfront tactiek. Een gedeelte van de leden wilde zich alleen binnen het NAS organiseren.

## Splitsing
Deze interne machtsstrijd kwam naar een hoogtepunt toen de interne oppositie, onder leiding van Jacques de Kadt, tegen het driemanschap de hulp inriep van de Komintern. In mei 1925 dwong de Komintern het driemanschap tot aftreden. Echter, het driemanschap bleef op zijn beurt intern oppositie voeren. Vooral in Rotterdam had het driemanschap, dankzij de populariteit van Van Ravesteyn, een machtsbasis. De nieuwe leiding besloot echter de gehele afdeling Rotterdam te schorsen, gevolgd door het royement van Wijnkoop, Van Ravesteyn en Ceton.
Na hun royement zetten de drie hun oppositie voort via het door hun opgerichte blad De Communistische Gids. Vervolgens werd in oktober 1926 werd de Communistische Partij Holland-Centraal Comité opgericht. Het achtervoegsel 'Centraal-Comité' benadrukt de mening van de oprichters dat zij de ware leiding van de CPH vertegenwoordigen. Volgens schattingen van de veiligheidsdiensten stapte tussen de 200 en 300 CPH leden over naar de CPH-CC. Jan Hoogcarspel werd gekozen als voorzitter.

## Verkiezingen en tegenslagen
De CPH-CC deed het in eerste instantie relatief goed bij de verkiezingen. Bij de Provinciale Statenverkiezingen in 1927 won de partij in Groningen, Friesland, Noord-Holland en Zuid-Holland zetels en was daarmee groter dan de CPH. Ook bij de gemeenteraadsverkiezingen haalde de partij een goed resultaat, met zetels in Amsterdam, Rotterdam, Opsterland, Schoterland, Beerta en Finsterwolde. Het leek er op dat de CPH-CC de 'officiële' CPH in zou halen als de grootste communistische partij in Nederland.
Echter, de CPH-CC kreeg een klap te verduren met het vertrek van Van Ravesteyn. Zijn vertrek was het gevolg van een meningsverschil over de koers van de partij. Van Ravesteyn wilde onafhankelijk blijven van de Komintern, terwijl Wijnkoop juist bij diezelfde Komintern lobbyde voor erkenning als de enige communistische partij in het land. Deze opzet faalde echter, want in de zomer van 1928 oordeelde het Zesde Wereldcongres van de Komintern dat de CPH-CC onrechtmatig was en dat haar leden terug dienden te keren naar de officiële CPH.
Ondanks deze tegenslagen deed de partij in 1929 mee aan de Tweede Kamerverkiezingen. Bij de Tweede Kamerverkiezingen dienden zowel de CPH (Louis de Visser als lijsttrekker), als de CPH-CC (met David Wijnkoop als lijsttrekker) een lijst in. Beide partijen wonnen een zetel, waarbij de CPH (1,13%) meer stemmen haalde dan de CPH-CC (0,93%). De beste resultaten behaalde de CPH-CC in de communistische bolwerken Beerta (25,9%) en Finsterwolde (20,6%).

## Opheffing
Ondanks het relatieve succes bij de verkiezingen verbleef de CPH-CC in een impasse. Zonder erkenning van de Komintern was de partij in een isolement terecht gekomen. Steeds meer leden zagen weinig heil in het bestaan van twee communistische partijen en daarnaast stond de partij er financieel er ook slecht voor. Echter, een wisseling van leiderschap bij de CPH schiep mogelijkheden voor een toenadering. In maart 1930 stemden de leden van de CPH-CC in met gesprekken met de CPH.
Deze gesprekken verliepen onder begeleiding van de Komintern. De uitkomst was dat de CPH-CC zichzelf moest opheffen, maar dat de leden van de CPH-CC wel weer mochten toetreden tot de CPH. In juli 1930 werd de CPH-CC definitief opgeheven. Partijleider Wijnkoop keerde weer terug bij de CPH, maar moest echter wel eerst publiekelijk in de Tweede Kamer zijn spijt betuigen voor zijn rol in de splitsing. Jan Ceton weigerde weer lid te worden van de CPH en stapte uit de politiek.
De verklaring van excuus van voorzitter Jan Hoogcarspel werd als onvoldoende beoordeeld en hij mocht niet terugkeren bij de CPH. Hij zou na de Tweede Wereldoorlog opnieuw lid worden van de Communistische Partij Nederland (CPN) en namens die partij in de noodgemeenteraad van Rotterdam en de Tweede Kamer zitting nemen. Hoogcarspel verliet in 1958 de partij en werd lid van de Brug-groep.

## Prominente leden
- David Wijnkoop - Partijleider CPH-CC, gemeenteraadslid in Amsterdam (1919-1940), provinciaal statenlid Noord-Holland (1927-1939) en Tweede Kamerlid (1918-1925 en 1929-1941)
- Willem van Ravesteyn - Gemeenteraadslid in Rotterdam (1919-1927) en Tweede Kamerlid (1918-1925)
- Jan Ceton - Bestuurslid CPH-CC, provinciaal statenlid Noord-Holland (1919-1923)
- Jan Hoogcarspel - Voorzitter CPH-CC, gemeenteraadslid Rotterdam (1945-1946), Tweede Kamerlid (1945-1952), Provinciaal Statenlid Noord-Holland (1954-1962)
- Gerrit van Burink - Bestuurslid CPH-CC, provinciaal statenlid Zuid-Holland (1927-1931), maakt later de markante overstap naar de NSB.
- Gerrit Roorda - Bestuurslid CPH-CC, provinciaal statenlid Friesland (1927-1940 en 1946-1954), wethouder in Opsterland (1946).